# 若松敦
若松 敦（若松 篤志、わかまつ あつし、1970年11月13日 - ）は、日本のイラストレーター、細密画、童画家。主にアクリル絵の具でエアブラシと細筆を使い超細密風景画、動物やキャラクター画などを発表する。大阪芸術大学附属大阪美術専門学校プロダクトデザイン学科卒業、日本出版美術家連盟 会員、日本理科美術協会会員。大阪府出身。

## 制作の実績など
- JTB るるぶドライブ 表紙イラスト
- JTB るるぶハイキング 表紙イラスト
- 一庫ダム 案内板パノラマイラスト
- アップルワン・ジグソーパズル「星に願いを」イラスト
- サントリーフラワーズ 広告宣伝用カンガルーイラスト
- 小学館「スカイブレイカー」表紙イラスト
- ECC英会話 子供教室 教材絵本（ピーター・パン）
- ECC英会話 子供教室 教材絵本（ポール・バニヤン）
- ECC英会話 子供教室 教材絵本（白雪姫）
- 芸術評論社「あっという間に年賀状」年賀イラスト
- 帝塚山学院大学ワークショップ講師
- 画集「飛行船世界」
- 東京書店 おばけの国の巨大迷路
- 東京書店 ぐんぐん目がよくなる あそブック

## 受賞歴
- 関西サイクル・スポーツセンター「夢の自転車アイデア大募集」
  - `93年 佳作、`94年 佳作、`95年 最優秀賞、`97年 優秀賞、`99年 優秀賞
- 群馬県多野郡中里村 恐竜王国恐竜イラストコンクール 佳作
- ユネスコ村 「ぼくわたしの恐竜イラストコンクール」 最優秀賞（第3回、第5回）
- 日本書籍出版協会 `97年「これから出る本 表紙イラスト募集」 入選（表紙に採用）
- 神戸市立須磨海浜水族園 第2回ポスター原画募集 神戸賞、第3回ポスター原画募集 水族園賞
- 高槻市 高槻市美術展覧会 第36回 高槻商工会議所賞、第37回 市長賞、第42回 美術家協会賞、第45回 市長賞
- 講談社フェーマススクールズ KFSアートコンテスト
  - `96年 新人賞、`97年 奨励賞、旭通信社賞＆入選、`98年 学習研究社賞、`99年コーチナ賞
  - `00年 入選、`02年 入選、`04年 優秀賞＆入選、`05年 週刊少年マガジン賞＆入選、`09年 週刊少年マガジン賞＆入選
- 講談社フェーマススクールズ 第3回 童画・絵本イラストグランプリ 入選
- 天王寺MIOポテトチップス 第10回 ポテトチップス絵画展 入選
- 二科展　デザイン部 入選（第90回、第91回、第92回、第95回、第96回）
- 日本出版美術家連盟（JPAL）主催　日本挿絵大賞 2016 大賞受賞